# Elachistodon westermanni
Genre
Espèce
Statut de conservation UICN

 LC  : Préoccupation mineure
Statut CITES
Elachistodon westermanni, unique représentant du genre Elachistodon est une espèce de serpents de la famille des Colubridae.

## Répartition
Cette espèce se rencontre au Bangladesh, en Inde et au Népal.

## Description
Elachistodon westermanni est un serpent nocturne. Sa coloration varie du brun au noir avec une ligne claire le long du corps. Sa tête est brune avec des marques noires. Son ventre est blanc avec des points sombres.
Cette espèce présente une adaptation morphologique, une excroissance de la colonne vertébrale au niveau de l'œsophage qui l'aide à casser la coquille des œufs qu'il consomme.

## Étymologie
Cette espèce est nommée en l'honneur de Geraldus Frederick Westermann (1807–1890).

## Publication originale
- Reinhardt, 1863 : Om en ny Slaegt af Slangefamilien Rachiodontidae. Oversigt over det Kongelige Danske Videnskabernes Selskabs, vol. 1863, p. 198-210 (texte intégral).